# Alonso Rodríguez

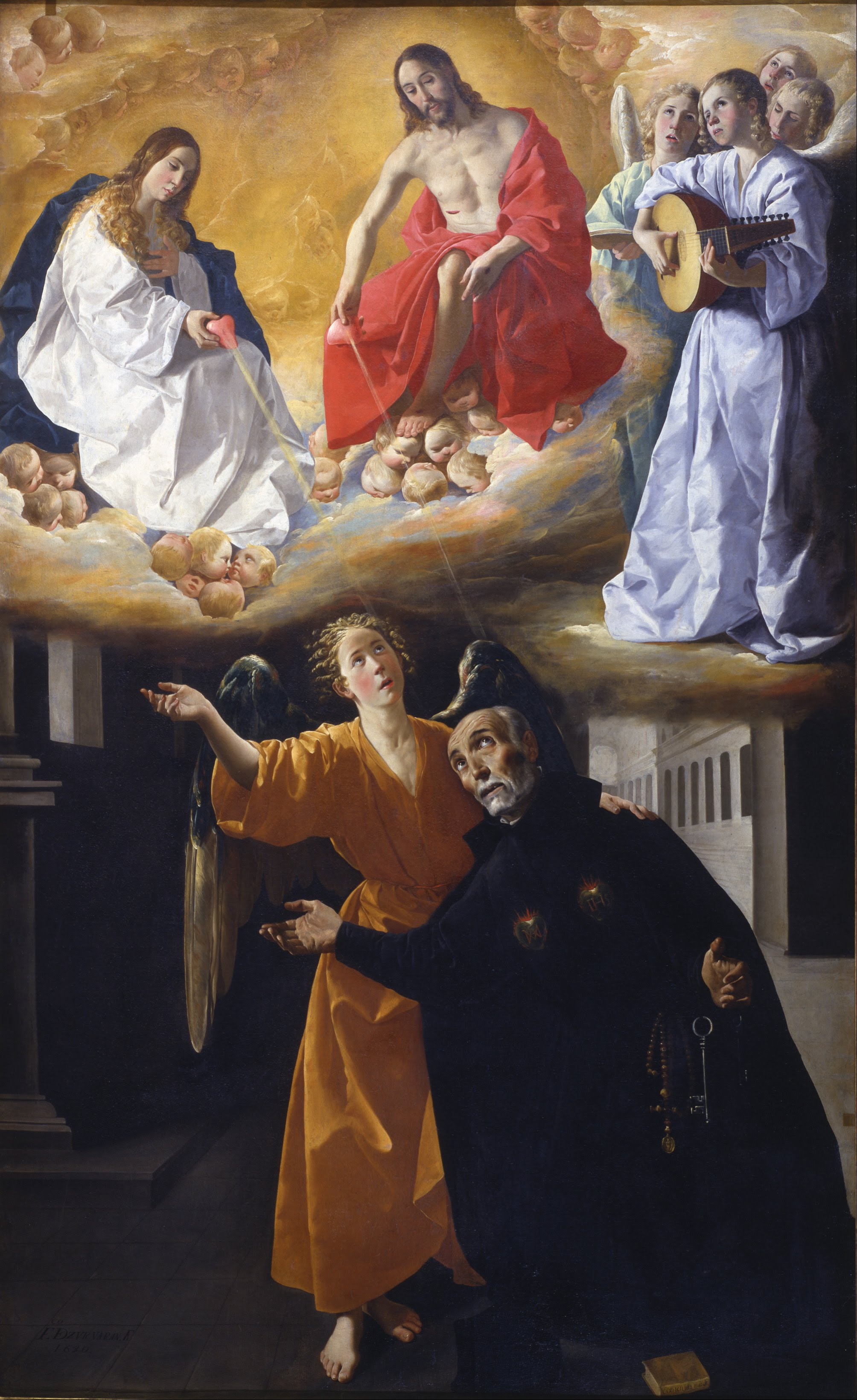
La visión de San Alonso Rodríguez, por Francisco de Zurbarán.

San Alonso Rodríguez, S.J., a veces llamado Alfonso Rodríguez (Segovia; 25 de julio de 1531 – Palma de Mallorca, 31 de octubre de 1617) es un santo español.

## Biografía
Hijo de Diego Rodríguez y María Gómez. Segundo de once hermanos. Cuando Alonso tenía doce años, en su casa fueron alojados Pedro Fabro y otro jesuita, cuyas enseñanzas atesoró. Estudió en Alcalá de Henares, en el Colegio de la recién fundada orden de los jesuitas. Su padre Diego Rodríguez, mercader de lana, se arruinó cuando Alonso tenía veintitrés años, y dejó el negocio a su hijo. Tres años después, Alonso se casó con María Suárez, con quien vivió felizmente. A los 31 años, sin embargo, quedó viudo; de los tres hijos que habían tenido, dos habían muerto poco antes.
Alonso empezó entonces una vida dedicada a la plegaria y la mortificación. La muerte de su tercer hijo, no mucho después, lo decidió a abandonar el mundo e ingresar en una orden religiosa. Lo intentó con la jesuitas, pero su falta de formación académica y su edad, 39 años, impedían sin embargo que fuera aceptado en la orden. Empezó a estudiar en el Colegio de Cordelles de Barcelona, regentado por los jesuitas, pero no acabó los estudios, ya que las penitencias que se había impuesto debilitaron su salud. Finalmente, fue admitido en la Compañía como hermano laico, el 31 de enero de 1571.
Realizó su periodo de prueba en la casa de la orden de Valencia o Gandía (no se sabe a ciencia cierta) y seis meses después fue enviado a la casa que se acababa de fundar en Mallorca, el Colegio Nuestra Señora de Montesión, o Montission (en mallorquín). Permaneció allí durante 32 años, ocupando el cargo de portero. En 1573 hizo los votos simples y en 1585 los votos de hermano coadjutor. Su vida fue ejemplar e influyó decisivamente en otros miembros de la fundación y de los fieles de la ciudad, que sabedores de su santidad, iban a pedirle consejo y orientación espiritual. En su honor una de las casas de los jesuitas en Bogotá, Colombia, se llama: "Comunidad San Alonso Rodríguez".
Aconsejó a san Pedro Claver, que vivió un tiempo en Mallorca, que fuera en misión a Sudamérica. Se hicieron famosos la austeridad y rigor de su vida, su entrega a la plegaria, la obediencia absoluta y la absorción por los asuntos espirituales. Difundió y popularizó el Oficio Pequeño de Immaculada Concepción.
Murió el 31 de octubre de 1617 y fue enterrado en la iglesia de Monte Sion de Mallorca. Es considerado símbolo de la espiritualidad de los Hermanos Coadjutores jesuitas.
Fue declarado venerable en 1626. En 1633, el Consejo General de Mallorca lo escogió como el patrón de la isla. En 1760, Clemente XIII decretó que "las virtudes del venerable Alonso se habían probado que eran de un grado heroico", pero la supresión de la orden jesuita en España en 1773 retrasó su beatificación. Fue beatificado el 25 de mayo de 1825 por León XII y canonizado el 15 de enero de 1888 por el papa León XIII.

## Obras
Dejó un número considerable de manuscritos, que no fueron publicados hasta 1885 como Obras espirituales del B. Alonso Rodriguez (Barcelona, 1885, 8 tomos.). No son escritos pensados para la publicación, sino escritos o dictados a instancia de sus superiores.